# 大好き!まつやま
『大好き!まつやま～駆けのぼろう白い雲～』（だいすき!まつやま～かけのぼろうしろいくも～）は、南海放送と松山市の共同制作で放送されている松山市政広報番組である。
前身の『大好き!まつやま～しあわせ未来塾～』は、2017年4月4日から放送開始し2018年からは、『大好き!まつやま～しあわせの実り庵～』にタイトルを変更2019年に改題し『大好き!まつやま～温故知新を解き明かせ～』となった。。本項では、前身の『大好き!まつやま～しあわせ未来塾～』および『大好き!まつやま～しあわせの実り庵』、『大好き!まつやま～温故知新を解き明かせ～』も一括で取り扱う。

## 概要
2017年4月4日に、松山市の広報番組として放送開始。開始当初は、番組出演者が愛媛県に関係する歴史人物や明治期の日本人に扮していた。
2018年4月3日からは、タイトルを変更し、出演者の衣装が通常の衣装になった。
2019年4月2日からは、松山市政130年に合わせ番組名を『大好き!まつやま～温故知新を解き明かせ～』へ変更した。変更に合わせ出演者に新たにガールズバンドたけやま3.5が参加し、番組の設定が「未来の松山市から過去(今の松山)へ来た未来少女(たけやま3.5)と南海放送アナウンサー扮する松山市教え隊が、どんな素敵な松山市に出逢うのか?!」に変った。
2020年4月7日、番組名を『大好き!まつやま～駆けのぼろう白い雲～』に変更。
番組中には、アニメキャラになった秋山兄弟や正岡子規が登場しており、松山が作中の舞台であった司馬遼太郎の「坂の上の雲」が関連している。

## 現在のコーナー

### 俳都松山 俳句ポスト365
- 松山市の俳句ポストへ投函された俳句の優秀作品を、夏井いつきが解説するコーナー。

### 坂の上の雲フィールドミュージアム
- 坂の上の雲に登場する人物に関連する場所を紹介するコーナー。

## 過去のコーナー

### 夏井いつきの松山温故知新
- 南海放送のアーカイブに残る昔の松山市の景色を夏井いつきが紹介するコーナー[6]。

## 出演者

### 現在の出演者
- 甲斐彩加（南海放送アナウンサー、2020年4月7日‐）[7]
- 竹内愛希（南海放送アナウンサー、2018年4月3日‐）
- 夏井いつき（2017年4月4日‐）
- 松本直幸（南海放送アナウンサー、2017年4月4日‐）※正岡子規[8]

### 過去の出演者
- 古谷崇洋（南海放送アナウンサー、2017年4月4日‐2018年3月27日）※夏目漱石
- 月岡瞳（南海放送アナウンサー、2017年4月4日‐2018年3月27日、2019年4月2日‐2020年4月1日）※明治期の女学生の格好
- 西木恵美理（元南海放送アナウンサー、2017年4月4日‐2019年3月26日）※明治期の女学生の格好
- 森本晴香（元南海放送アナウンサー、2018年4月3日‐2018年12月28日）
- 吉田奈央（元南海放送アナウンサー、2019年4月2日‐2020年4月1日）[9]
- 武田雛歩 （たけやま3.5メンバー、2019年4月2日‐2020年4月1日）
- 星川遥香（たけやま3.5メンバー、2019年4月2日‐2020年4月1日）
- 脇田穂乃香（たけやま3.5メンバー、2019年4月2日‐2020年4月1日）
- 濵邊咲良（たけやま3.5メンバー、2019年4月2日‐2020年4月1日）

※「大好き!まつやま～しあわせ未来塾～」の中で扮した人物

## 放送時間

### 現在の放送時間
- 毎週火曜日　20:54‐21:00

### 過去の放送時間
- 毎週火曜日　22:54‐23:00